# Ópera de Pueblo
La Ópera de Pueblo (en inglés Pueblo Opera House o Grand Opera House) fue un teatro construido en la ciudad de Pueblo, en el estado de Colorado (Estados Unidos). Fue inaugurado en 1890 y destuido por un incendio en 1922.

## Descripción e historia
En junio de 1888, se contrató al estudio de arquitectura Adler & Sullivan para diseñar un teatro de ópera en Pueblo, Colorado. Se les pagaría 400 000 dólares. Fue su primera obra por fuera de Chicago. El arquitecto Frank Lloyd Wright era dibujante júnior de Louis Sullivan y se le atribuye la ingeniería y el diseño de los entrepisos del edificio.
El exterior del edificio de cuatro pisos fue diseñado en una combinación de estilo románico richardsoniano y renacimiento italiano, con piedra arenisca roja Manitou rústica sobre una base de granito.
La sala tenía capacidad para 1.200 personas y el balcón fue el primero en los Estados Unidos en "abarcar un auditorio sin contrafuertes intermedios". El techo y las paredes del auditorio se cubrieron con las distintivas decoraciones de Louis Sullivan.
Mario Elia, en su estudio de Sullivan y su trabajo, sugiere que el amplio techo saliente fue un detalle aportado por Frank Lloyd Wright, quien trabajaba en la oficina de Sullivan en ese momento.
El edificio estaba coronado por una torre.

### Incendio
En la noche del 28 de febrero al 1 de marzo de 1922, se llevó a cabo allí el Annual Grocers' Ball (baile anual de la Asociación de Tenderos de Pueblo), y se cree que se debió a un cigarrillo pudo haber encendido la basura que quedó después del evento. El incendio se descubrió a la 1:15 a. m., el techo se derrumbó a la 1:50 y todos los pisos interiores habían cedido a las 2:10. A pesar de los esfuerzos del departamento de bomberos para salvar el edificio, fue una pérdida total.